# ガクヅケ
ガクヅケは、マセキ芸能社に所属する日本のお笑いコンビ。

## メンバー
船引 亮佑（ふなびき りょうすけ、1989年4月21日 - ）（36歳）
- 兵庫県姫路市出身。
- 6歳上の姉と4歳上の姉がいる。末っ子長男。
- 既婚。
- 神戸大学経済学部卒業。
- 身長170cm、体重60kg、血液型O型。
- 趣味はネット大喜利、手巻きパーティー、公募。
- 特技はぷよぷよで17連鎖を出すこと。なお過去にぷよぷよ芸人として出演した「勇者ああああ～ゲーム知識ゼロでもなんとなく見られるゲーム番組～」では3連鎖という結果に終わった。
- 芸人としての活動開始は2011年で、木田より3年先輩にあたる。
- 食事にお金を使うことを嫌う。
- Twitter、note、Instagramで自作の4コマ漫画「完熟トマト新聞」の投稿をしており、BASEやSUZURIなどでグッズを販売している。
- ネタの小道具を作っている。

木田（きだ、1993年9月19日 - ）（31歳）
- 奈良県奈良市出身。
- 奈良県立高円高等学校卒業。
- 身長169cm、体重84kg、血液型A型。
- 本名:渡 光世（わたり こうせ）
- 眼鏡をかけている。
- 趣味はブログを書くこと、日本語ラップ鑑賞、漫画（トーマの心臓、幽☆遊☆白書）、クラシックギター、怪談。
- 特技はバトルラップ（2013UMB大阪予選BEST8）[1]、囲碁（小学生の頃に奈良代表で全国出場した経験がある）、顔マネ（上地雄輔、濱田岳）。
- 結成前は「アクター木田」名義でピンネタ、ラップなどの活動をしていた。
- 自身のラップをYouTube、Apple Musicなどで配信している。2017年8月31日にはMARUTEEN BOOKSより、アルバム『ガクヅケ木田の真夏ディナーショー』がリリースされた[2]。
- バイセクシュアルで、初恋は高校3年生の時にアルバイト先で出会った青年[3]。
- Sexy Zoneなど、ジャニーズ事務所所属のアイドルが好き。
- キモシェアハウス（木田、レンタルぶさいく、古川彰悟（サスペンダーズ）、ならた（プロポーズ）、ぐんぴぃ（春とヒコーキ）、ピーター博士）の発起人兼リーダーであった。現在は解散している。
- カエルが大の苦手。牛乳も嫌い。
- レンタルぶさいくがYouTubeチャンネルを開設してからは、2人で動画配信をすることが増えている。

## 来歴
木田が大阪ビジュアルアーツ専門学校映画学科への進学のために新今宮に住み始めたとき、当時神戸大学に通いながらコンビ『昆布ろせん』を組んでフリーとして活動していた船引がすぐ隣のマンションに住んでいたために知り合い、親しくなる。木田は『アクター木田』名義でピン芸人として活動し、狂気じみたネタをすることで知られていた。
昆布ろせんは東京へ進出することとなり、木田も専門学校を中退して上京することにしたため、船引がルームシェアを提案。賃貸契約後に船引の相方（武田白菜児）が地元・岡山のお笑いを盛り上げたいと帰郷してしまったため解散、東京に住みだしてから船引が木田を誘い現在のコンビを結成。2015年5月、マセキ芸能社の下部組織であるマセキユースに所属となった。
2021年、キングオブコントで初となる準決勝へと進出。同年9月より、事務所ライブ「ライラックブルー」へ昇格と共にマセキ芸能社本所属となった。2023年8月2日から2024年2月-3月ごろまで木田の休養によりコンビ活動を休止。同年6月より復帰。

## 芸風
主にコントを専攻しており、BGMにJ-POPを使ったネタや不条理な設定のネタが多い。ボケ・ツッコミはネタによって変わる。2024年からは漫才も始めている。

## エピソード
- コンビ名は、木田の元同僚が勤めるボウリング場へ2人で行った際に電車の中で木田が発案した。意味は特になく、「カタカナで、なんかよくないですか?」といった提案だった[10]。
- 「死にたい夜にかぎって」の著者、爪切男は知人で、ガクヅケの結成を後押した。
- 上京してから2019年12月頃までの約5年間、コンビでルームシェアをしていた。
- 自主ラジオ「ガクヅケハウスラジオ」は”ガクヅケが家からお届けするラジオ”という意味を込めて命名された[11]。
- 正式なコンビ結成前の、それぞれ『昆布ろせん』『アクター木田』で活動していた時期に即席ユニット『渡りに船』を組み、舞台でネタを披露したことがある。
- 出囃子はケンドー・カシンの入場テーマ曲「スカイ・ウォーク」。船引の前コンビ（昆布ろせん）の出囃子を継続して使用している。
- 二人とも養成所には通っていない[1]。

## 実績
- 2014年 - キングオブコント2014 1回戦出場
- 2015年 - キングオブコント2015 1回戦出場
- 2016年
  - R-1ぐらんぷり2016 2回戦進出(木田のみ。「アウト木田」名義)
  - キングオブコント2016 2回戦進出
- 2017年
  - R-1ぐらんぷり2017 2回戦進出(木田のみ。「アウト木田」名義)
  - しもつけお笑いグランプリvol.3 第3位
  - 第38回ABCお笑いグランプリ 最終予選進出[12]
  - キングオブコント2017 2回戦進出
  - TBSラジオ「マイナビ Laughter Night」 2017/12/29★今週の一番[13]
- 2018年
  - R-1ぐらんぷり2018 １回戦出場(木田のみ。「アウト木田」名義)
  - しもつけお笑いグランプリvol.4 予選出場
  - TBSラジオ「マイナビ Laughter Night」 2018年5月の月間チャンピオン[14]
  - キングオブコント2018 1回戦出場
  - しもつけお笑いグランプリvol.5 第2位
- 2019年
  - R-1ぐらんぷり2019 1回戦出場(木田のみ。「アウト木田」名義)
  - キングオブコント2019 1回戦出場
- 2020年
  - キングオブコント2020 1回戦出場
  - R-1ぐらんぷり2020 1回戦出場(木田のみ。「ファイト木田」名義)
- 2021年
  - R-1グランプリ2021 準々決勝進出(木田のみ。「ファイト木田」名義)[15]
  - キングオブコント2021 準決勝進出
- 2022年
  - R-1グランプリ2022 1回戦出場(木田のみ。「ファイト木田」名義)
  - TBSラジオ「マイナビ Laughter Night」 2022年1月の月間チャンピオン[16]
  - キングオブコント2022 準々決勝進出[17]
- 2024年
  - キングオブコント2024 2回戦進出
  - M-1グランプリ2024 準々決勝進出
- 2025年
  - キングオブコント2025 準々決勝進出

## 出演

### テレビ
- ミュージャック（関西テレビ、2016年7月9日・2016年11月26日・2017年3月11日・2017年9月23日）
- 出川哲朗サプライズ! ～ガチで幸せ！神ギフト～（TBSテレビ、2016年12月27日(木田のみ) ）
- 勇者ああああ～ゲーム知識ゼロでもなんとなく見られるゲーム番組～（テレビ東京、2018年1月25日(船引のみ)・2018年3月15日）
- 本能Z（CBCテレビ、2018年8月29日）
- 怪談のシーハナ聞かせてよ。第弐章（エンタメ〜テレ、2018年11月12日(木田のみ) ）
- 目指せ!! アウトレット芸人6（千葉テレビ放送、2019年7月24日）
- 笑いの創造神たち（NHK、2021年3月20日）
- マヂカルクリエイターズ（テレビ東京、2021年5月18日）
- キャラダチミュージアム〜MoCA〜（フジテレビ）
- フリースタイルティーチャー（テレビ朝日、2021年11月17日 - 2022年1月11日(木田のみ) ）
- あらびき団（TBSテレビ、2022年2月12日、8月2日）
- オンエア決めろ！ー笑武ー（BSJapanext、2022年7月19日）
- スッキリ（日本テレビ、2022年9月26日）
- アメトーーク!（テレビ朝日、2022年11月10日）
- 永野と見る怖いコント（テレビ朝日、2024年4月17日）
- イワクラせいや警備保障（テレビ朝日、2024年5月29日・6月5日・9月4日・11日(木田のみ)）
- 激レアさんを連れてきた。（テレビ朝日、2024年6月17日(木田のみ)）
- 水曜日のダウンタウン（TBSテレビ、2024年7月24日・2025年5月7日）
- オールスター後夜祭（TBSテレビ、2024年10月6日-2025年3月29日）- 第11回目出演時に木田は総合85位で永久追放された。2025春の第12回から船引のみ出演。

### ドラマ
- レンタル救世主（日本テレビ、2016年11月6日）- 若手芸人役
- 死役所（テレビ東京、2019年11月21日） - 本人役

### 演劇
- 東葛スポーツ公演『平成のいちばん長い日』（2018年12月20日 - 24日 3331アーツ千代田 ギャラリーＢ(木田のみ - うたのおにいさん役)）[18]

### ネット
- 登猿門EPISODE- Ⅲ～文月の章～（YouTube、2016年7月3日配信）
- 山田ルイ53世(髭男爵)の「TVで言えなかったトーク」#26（AbemaTV、2016年12月23日）
- ｢オールナイトニッポン｣パーソナリティオーデイション（LINE LIVE、2017年2月4日・2018年2月9日配信）[19]
- サツマカワRPGとXXCLUB大島の『物量』（YouTube、2018年5月25日配信(木田のみ) ）
- 恐味心震LIVE ガクヅケ木田 ~心霊治療~（YouTube、2018年6月26日配信(木田のみ) ）
- ダブルブッキングの「ぶるぶるサーカス」#31（YouTube、2018年7月4日配信）
- 【ぶるぶるサーカースを振り返ろう！】#86 トークライブ② （YouTube、2018年12月5日配信(映像のみの出演)）
- しくじり学園放送室（YouTube、2022年4月8日・2022年4月15日配信）
- アメトーークCLUB「マセキ芸能社・若手芸人」（2025年6月配信）

### ラジオ
- サンドウィッチマンの天使のつくり笑い（NHKラジオ第1放送、2016年5月24日）
- マイナビ Laughter Night（TBSラジオ、2017年12月29日、2018年5月11日・6月15日・10月19日・12月7日、2021年1月22日[20]、2022年1月14日・12月16日[21]、2023年2月3日[22]）
- God Bless Saturday（FMヨコハマ、2018年3月31日・2019年2月23日）
- ナイツ ザ・ラジオショー（ニッポン放送、2023年6月14日(ネタ音声のみ)[23]）
- AuDee CONNECT（TOKYO FM、2024年6月3日・6月10日・6月17日・6月24日）

### WEBラジオ
- そうじゃねえだろのラジオじゃねえだろ！ 第40回・第45回・第100回（オモコロ、2014年8月11日配信(船引のみ)・9月15日配信(木田のみ)・2015年10月12日配信）
- マイナビ Laughter Night 月間チャンピオントーク ガクヅケ①・ガクヅケ②（TBSラジオクラウド、2018年7月14日配信・2018年7月29日配信）
- ガクヅケのオールナイトニッポンPODCAST（ニッポン放送、2022年7月）

#### 自主ラジオ
- ガクヅケハウスラジオ（YouTube、2017年10月28日 - 2021年7月21日）

- ガクヅケのあつあつやりとりラジオ(Radiotalk、2020年7月 - )
- ガクヅケのベビーベビーストロングハグラジオ（Youtube、2022年12月2日 - 2023年6月23日）
- ガクヅケふなびきのトイレミュート！（stand.fm、2024年1月2日 - ）開始当初は船引のみ、2024年12月からはコンビで収録

### ライブ

#### 現在の定期ライブ
- マセキ芸能社事務所ライブ「パンキッシュガーデン」
- ガクヅケ新ネタライブ
- ふるさとの女優
- グレイモヤ
- 寺田寛明主催企画大喜利ライブ「大喜利千景」

その他多数出演

#### 過去の定期ライブ
- ユニットライブ「竜太」
- マイルド睦会定例会
- ガクヅケ木田の！弾き語りがしたい！(木田のみ)
- 分割百物語(木田のみ)
- リゼのCM
- バスク
- ヤバメンツオブザトーキョー